# Federico Naveira
Federico Naveira, argentinski plesalec,  * 1990, Buenos Aires.
Federico je plesalec argentinskega tanga. Je sin znanega plesalca in koreografa tanga Gustava Naveire. Plesati je začel že v otroštvu. Kot najstnik se je pridružil skupini plesalcev in koreografov ter začel s poučevanjem tanga. Od leta 2008 sodeluje s plesalko Inés Muzzopappa, s katero kot plesalca in učitelja nastopata in poučujeta na mnogih internacionalnih festivalih tanga po vsem svetu.